# كيفين نيلون
كيفين نيلون (بالإنجليزية: Kevin Nealon) هو كاتب سيناريو وممثل أمريكي، ولد في 18 نوفمبر 1953 في الولايات المتحدة.

## أعمال

### أفلام
- (1996) هابي غيلمور[4]
- (2001) جو القذر[5]
- (2003) إدارة الغضب[6]
- (2008) لا تعبث مع زوهان[7]
- (2009) غرباء في السندرة[8]
- (2011) جست جو وذ إت[9]
- (2014) سلوك مخزي[10][11]
- (2014) مزيج[12][11]

### مسلسلات
- ويدز

## وصلات خارجية
- كيفين نيلون على موقع IMDb (الإنجليزية)
- كيفين نيلون على موقع ألو سيني (الفرنسية)
- كيفين نيلون على موقع ميوزك برينز (الإنجليزية)
- كيفين نيلون على موقع أول موفي (الإنجليزية)
- كيفين نيلون على موقع قاعدة بيانات الأفلام السويدية (السويدية)
- كيفين نيلون على موقع إن إن دي بي (الإنجليزية)
- كيفين نيلون على موقع ديسكوغز (الإنجليزية)
- كيفين نيلون على موقع قاعدة بيانات الفيلم (الإنجليزية)
- كيفين نيلون على موقع كينوبويسك (الروسية)